# Überlebenskurve
Eine Überlebenskurve ist die grafische Darstellung der Sterberate (Mortalität) einer Population über die Zeit. Überlebenskurven werden vor allem in der Biologie und in klinischen Studien verwendet. Siehe auch Überlebensfunktion.

Die Überlebenskurven für fünf verschiedene Lebewesen (Mensch, Elefant, Krähe, Krokodil und Löwenzahn)

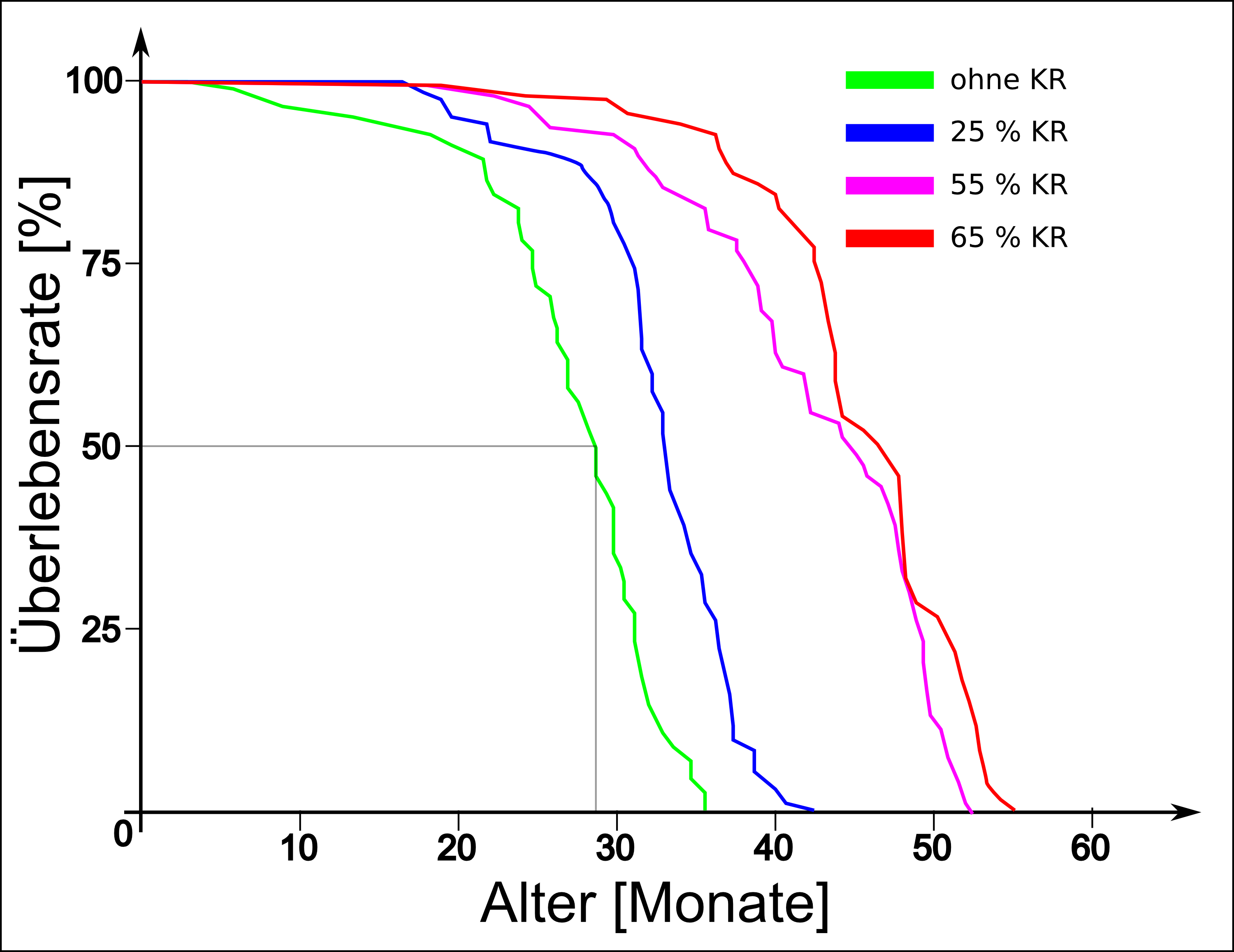
Die Überlebenskurven verschiedener Mäusepopulationen in Abhängigkeit von der Kalorienreduktion

## Beschreibung
Auf der Ordinate (y-Achse) wird üblicherweise die Anzahl der beobachteten Individuen aufgetragen. In der Biologie wird dabei meist eine logarithmische Einteilung der Ordinate verwendet. In klinischen Studien normalerweise eine lineare Prozentskala. Auf der Abszisse (x-Achse) wird die Zeit aufgetragen. In den meisten Fällen mit einem linearen Maßstab. Die Daten für eine Überlebenskurve können beispielsweise aus einer Sterbetafel übernommen werden.
In der Biologie gibt es drei grundlegend verschiedene Typen von Überlebenskurven:
- Typ I zeichnet sich durch eine sehr geringe Sterberate für junge und mittelalte Individuen aus. Vor dem Erreichen des Bereiches der maximalen Lebensspanne, also in fortgeschrittenem Alter, steigt die Sterberate dann stark an. Dieser Typ der Überlebenskurve ist in der freien Natur ausgesprochen selten. Er findet sich bei einigen Tierarten in Gefangenschaft und dem modernen Menschen in den Industrienationen.
- Beim Typ II ist die Sterberate in jedem Alter gleich. Diese Form der Kurve ist beispielsweise bei vielen Vogelarten wie dem Weißstorch[3] zu beobachten.
- Eine sehr hohe Sterberate in geringem Alter zeichnet den Typ III aus. In mittlerem und hohem Alter nimmt sie dagegen deutlich ab. Diese Kurve ist bei allen Lebewesen mit einer sehr hohen Anzahl von Nachkommen zu beobachten, wie beispielsweise Frösche und Löwenzahn. Man spricht dabei von Lebewesen mit einer r-Strategie (siehe dazu: Fortpflanzungsstrategie). Dieser Typ der Überlebenskurve ist in der Natur am häufigsten anzutreffen.[4]

Diese drei Typen sind idealisiert. Reale Überlebenskurven erreichen sie nur näherungsweise. Wesentliche Beiträge zu den Überlebenskurven einer Reihe von Tierarten stammen von dem US-amerikanischen Ökologen Edward Smith Deevey (1914–1988).
In klinischen Studien gibt es verschieden abgewandelte Formen von Überlebenskurven. Eine davon ist beispielsweise die Überlebenskurve nach  Kaplan-Meier.

## Weiterführende Literatur
- R. Wehner u. a.:  Zoologie. Georg Thieme Verlag, 2007, ISBN 3-137-72724-3, S. 569. eingeschränkte Vorschau in der Google-Buchsuche
- H. Tüchler: Die Analyse von Überlebenszeiten. (PDF; 252 kB) LBI für Leukämieforschung